# Вълко Велчев
Вълко Стамов Велчев е български офицер (генерал-майор) командвал 2-ра, 4-та, 8-а и 11-а пехотни дивизии.

## Биография
Вълко Велчев е роден на 28 февруари 1859 г. в Стара Загора. През 1879 г. завършва Военното училище в София с първия випуск и през ноември е произведен в чин подпоручик.

### Сръбско-българска война (1885)
През Сръбско-българската война (1885) е началник-щаб на авангарда, който овладява Цариброд (12 ноември) и Пирот (14 – 15 ноември). Награден е с орден „За храброст“ IV степен.
През август 1886 година капитан Вълчев, командир на дружина в Пловдив, е един от най-активните участници в контрапреврата и временното връщане на княз Александър Батенберг. С демонстрацията на 10 август 1886 г. на командваната от Велчев дружина фактически започва контрапревратът. Служи като началник на 6-а пеша бригада.

### Балкански войни (1912 – 1913)
По време на Балканската война (1912 – 1913) командва новосформираната 11-а пехотна дивизия. По негова инициатива е проведена прибързаната и неуспешна атака на Източния сектор на Одринската крепост на 1 – 4 ноември 1912 година. След неуспеха е лишен от командването на 11 дивизия.
През юли 1913 г. генерал Велчев командва Южния отряд, който отстъпва Одрин на турците.
Генерал-майор Вълко Велчев умира на 6 ноември 1935 г. в София.

## Семейство
Вълко Велчев е женен и има 4 деца. Негов син е адвокатът Асен Велчев.

## Военни звания
- Прапоршчик (10 май 1879)
- Подпоручик (1 ноември 1879, преименуван)
- Поручик (9 юли 1881)
- Капитан (9 септември 1885)
- Майор (17 април 1887)
- Подполковник (9 август 1891)
- Полковник (9 август 1895)
- Генерал-майор (14 февруари 1901)

## Награди
- Орден „За храброст“ IV степен
- Орден „Свети Александър“ III, IV и V степен с мечове
- Орден „За военна заслуга“ II и III степен
- Орден „За заслуга“ на обикновена лента